# Csávolszky József
Csávolszky József (Buják, 1843. április 10. – Vác, 1905. május 9.) váci kanonok, választott püspök, Csávolszky Lajos országgyűlési képviselő testvéröccse.

## Életútja
A váci egyházmegyében 1869. augusztus 12-én szenteltetett pappá; egy ideig nevelő volt, azután a váci püspöki széknél szertartásmester. 1874-ben aljegyző, 1875-ben könyvtárnok, szentszéki jegyző és 1877-ben levéltárnok, 1879-ben az egyházmegyei iskolák altanfelügyelője, tiszteletbeli alesperes, a váci iskolák igazgatója és az iskolaszék elnöke, 1880-ban bölcselettanár a teológiai intézetben és főgimnáziumban, 1882-ben püspöki titkár és szentszéki ülnök, 1883-ban a püspöki iroda igazgatója. 1885-ben székesegyházi kanonok és a papnevelő igazgatója lett, mely utóbbi tisztjét három évig viselte. 1901-től ansariai választott püspök. Ő alapította meg a váci Katolikus Kört, a Szent József Fiúnevelő Intézet és a Múzeum Egyesületet.
Cikkeket írt a nagyszombati Heti Közlönybe, a Katholikus Hetilapba és a Magyar Államba Cs. J. jegyek alatt.

## Munkája
- A katholikusok autonomiája és az 1871-ki szervezeti szabályzat. Bpest, 1891. (Röpirat.)